# Scrophularia rosulata
Scrophularia rosulata är en flenörtsväxtart som beskrevs av Stiefelhagen. Scrophularia rosulata ingår i släktet flenörter, och familjen flenörtsväxter. Inga underarter finns listade i Catalogue of Life.